# Richland Springs, Texas
Richland Springs là một thị trấn thuộc quận San Saba, tiểu bang Texas, Hoa Kỳ. Năm 2010, dân số của thị trấn này là 338 người.

## Dân số
- Dân số năm 2000: 350 người.
- Dân số năm 2010: 338 người.